# Селефаис
„Селефаис” (енгл. Celephaïs) је приповетка америчког писца Хауарда Филипса Лавкрафта, написана у новембру 1920. и први пут објављена у часопису Rainbow у мају 1922. године. Наслов се односи на измишљени град који се касније појављује у Лавкрафтовом циклусу снова, укључујући његову новелу Сновита потрага за незнаним Кадатом (1926).

## Радња
Селефаис је у сну створио Куранес (што му је име у сновима − његово право име није наведено) као дете енглеског земљопоседника. Као човек у четрдесетим годинама, сам и обесправљен у савременом Лондону, поново га сања и онда, тражећи га, полако измиче у свет снова. На крају, витезови га воде кроз средњовековну Енглеску до имања његових предака, где је провео детињство, а затим до Селефаиса. Он постаје краљ и главни бог града, док у стварном свету његово тело квасе таласи на обали Инсмута.

## Инспирација
Као и многе Лавкрафтове приче, „Селефаис” је инспирисан сном, забележеним у његовом дневнику као „Сан о летењу изнад града”.
Приповетка подсећа на причу „Крунисање господина Томаса Шапа” лорда Дансенија, у којој насловни лик постаје све заокупљенији својим имагинарним краљевством Ларкар и почиње да занемарује свој свакодневни живот, и на крају бива смештен у лудницу. Описи коња који лебде са литице могу произаћи из „Коњаника на небу” (1891) Емброуза Бирса.
За измишљено село Инсмут у Новој Енглеској се каже да је засновано на рибарском граду Флитвуд у Ланкаширу који има необичну сличност са описом села у каснијој Сенки над Инсмутом и његовим становницима.

## Град
У оригиналној приповеци је описано да је Селефаис смештен у долини Ут-Наргаи поред Серенеријског мора. Његова најистакнутија карактеристика је да на њега не утиче проток времена и да не пропада или бледи, тако да га неко може оставити и вратити му се много година касније и открити да се ништа није променило.
Важне знаменитости у Селефаису су тиркизни храм Нат-Хортат и Улица стубова. У близини се уздиже снегом покривена планина Аран, чије су ниже падине прекривене стаблима гинка. Галије из луке Селефаиса иду свуда у Земљама снова, али нарочито у краљевство облака Серанијан, стижући до његове луке пловећи у небо где се Серенеријско море сусреће са хоризонтом.